# 孙淑芳
孙淑芳（1967年—），女性，中共党员，中华人民共和国政治人物。

## 履历
曾在新郑、郑州和巩义等地任職。2018年2月9日，孙淑芳接替李宏伟任中共灵宝市委委员、常委、书记，2021年8月11日，孙淑芳续任灵宝市市委书记。2021年12月7日，在三门峡市第七届人大常委会第三十五次会议上被任命為三门峡市人民政府副市长。

## 榮譽
2021年5月獲河南省脱贫攻坚先进个人称号。